# Поляниця Андрій Миколайович
Андрій Миколайович Поляниця (нар. 24 січня 1982) — український футболіст, що грав на позиції захисника. Відомий за виступами в низці українських команд першої та другої ліг, загалом провів лише в першій лізі більш як 100 матчів.

## Клубна кар'єра
Андрій Поляниця розпочав займатися футболом у Чернігові в ДЮСШ при футбольному клубі«Десна». Дебютував у професійному футболі в 17 років в чернігівській команді, яка на той час грала в другій лізі. У «Десні» грав до 2002 року, а на початку 2003 року став гравцем команди першої ліги «Прикарпаття» з Івано-Франківська, в якій грав до кінця 2004 року, коли вона змінила назву на «Спартак». У новій команді футболіст не відразу став гравцем основного складу, проте з початку сезону 2003—2004 років він уже був постійним гравцем основи івано-франківського клубу.
На початку 2005 року Поляниця отримав запрошення від команди вищої ліги «Металург» із Запоріжжя, проте за основний склад так і не зіграв, провівши лише низку матчів за дублюючий склад і 24 матчі за «Металург-2» в другій лізі, а в 2006 році пів року провів у оренді за дніпродзержинську «Сталь». На початку 2007 року футболіст став гравцем команди першої ліги «Кримтеплиця», за яку грав до кінця року. У 2008 році Поляниця грав у складі іншого кримського клубу першої ліги «Фенікс-Іллічовець». У 2009 році Андрій Поляниця грав у складі клубу «Нафтовик-Укрнафта», проте провів у його складі лише 9 матчів. У 2010 році футболіст грав у складі клубу другої ліги «Полтава», а на початку 2011 року знову став гравцем «Десни», яка знову грала в другій лізі. На початку сезону 2011—2012 року Поляниця став гравцем клубу другої ліги «Шахтар» з Свердловська, а наступний сезон провів у складі іншого клубу другої ліги «Полтава-2-Карлівка». У сезоні 2013—2014 років футболіст знову грав у складі свердловського «Шахтаря», де він застав початок війни на сході України. З 2014 до 2021 року Андрій Поляниця грав за низку аматорських клубів Чернігівської області.